# Callisphyris
Callisphyris is een kevergeslacht uit de familie van de boktorren (Cerambycidae). De wetenschappelijke naam van het geslacht werd voor het eerst geldig gepubliceerd in 1840 door Newman.

## Soorten
Callisphyris omvat de volgende soorten:
- Callisphyris apicicornis Fairmaire & Germain, 1859
- Callisphyris crassus Barriga & Peña, 1994
- Callisphyris ficheti Barriga & Peña, 1994
- Callisphyris fritzi Cerda, 1968
- Callisphyris leptopus Philippi F., 1859
- Callisphyris macropus Newman, 1840
- Callisphyris molorchoides (Guérin-Méneville, 1839)
- Callisphyris odyneroides Fairmaire & Germain, 1864
- Callisphyris pepsioides Barriga & Peña, 1994
- Callisphyris rufiventer (Philippi R., 1859)